# Alfred Rohde (Kunsthistoriker)

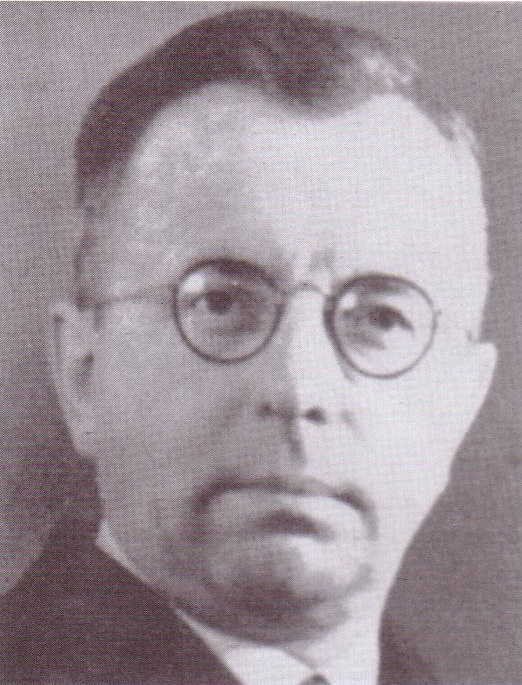
Alfred Rohde

Alfred Rohde (* 24. Januar 1892 in Hamburg; † 7. Dezember 1945 in Königsberg (Preußen)) war ein deutscher Kunsthistoriker in Hamburg und Königsberg.

## Leben
Alfred Rohde studierte Kunstgeschichte an der Philipps-Universität Marburg, der Ludwig-Maximilians-Universität München und der Sorbonne in Paris. 1916 wurde er in Marburg zum Dr. phil. promoviert. In der Weimarer Republik arbeitete er unter Max Sauerlandt als Kustos am Museum für Kunst und Gewerbe Hamburg. Die Verwaltung der Staatlichen Schlösser und Gärten in Preußen ernannte ihn am 1. Oktober 1927 zum Direktor der städtischen Kunstsammlungen im Südflügel vom Königsberger Schloss. Gleich nach seinem Amtsantritt fasste Rohde die Sammlungen der drei Abteilungen zu einem Museum zusammen. Bereits im April 1928 konnte er die dazu vorübergehend geschlossene Dauerausstellung wiedereröffnen. Eine „scharfe Sichtung der Bestände“ allein auf die qualitative Bedeutung sollte den Exponaten überregionale Anerkennung in ganz Deutschland bringen. Werke von überwiegend lokalem Wert überließ er deshalb dem ebenfalls 1928 eröffneten Stadtgeschichtlichen Museum (Königsberg). Für die nicht ausgestellten Stücke des früheren Kunstgewerbemuseums wurde eine Studiensammlung und für die nicht gehängten Gemälde ein Bildermagazin geschaffen. Wahrscheinlich  lagen die Räume am östlichen Ende des ersten Obergeschosses vom Südflügel, wo sich auch Rohdes Büro und das Zimmer seiner Sekretärin befanden. Ab 1932 saß er als Schriftführer im Vorstand des Königsberger Kunstvereins.
Rohdes besonderes Interesse galt dem Bernstein, über den er zwei Bücher schrieb. Als die Rote Armee näher rückte, begann Rohde im Juli 1944 mit Schutzmaßnahmen für die Kunstsammlungen. Einen Teil ließ er ins Schloss Wildenhoff verbringen. Er litt an der Parkinson-Krankheit und blieb in der Schlacht um Königsberg mit seiner Frau in seiner Wohnung (Beeckstr. 1). Mit 53 Jahren starb er im Königsberger Seuchenkrankenhaus in der Yorckstraße.
Über das Bernsteinzimmer wusste wohl niemand mehr als er.

## Veröffentlichungen

### In Hamburg

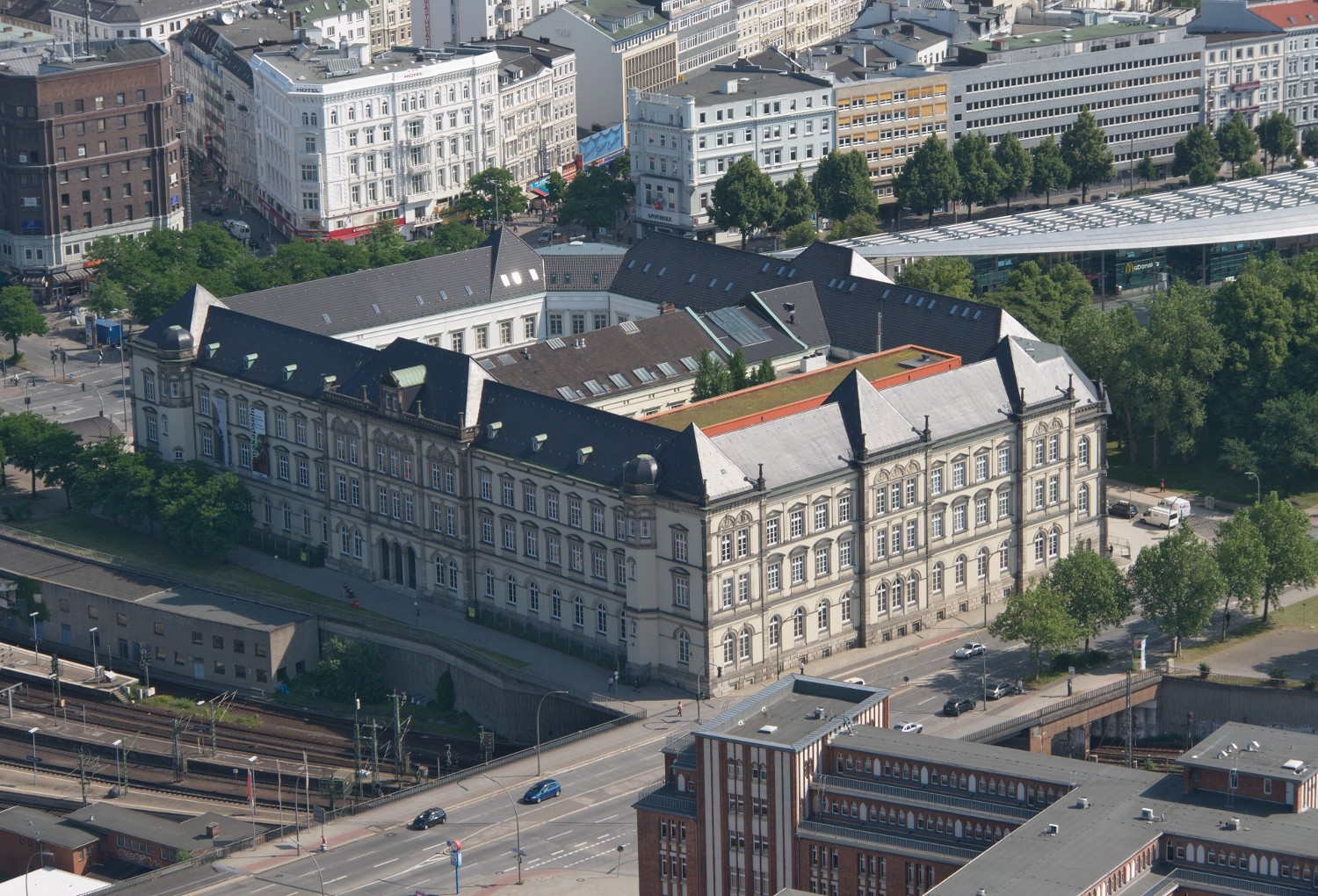
Museum für Kunst und Gewerbe

- Das Kunstmuseum des Oberalten Peter Friedrich Röding und seine Versteigerung im Jahre 1847. Ein Beitrag zur Geschichte der öffentlichen und privaten Sammeltätigkeit in Hamburg. Cicerone 1920, S. 717–725, 783–788.
- mit Adolf Brüning: Die Schmiedekunst bis zum Ausgang des 18. Jahrhunderts(= Monographien des Kunstgewerbes 3). 2. erweiterte Auflage, Klinkhardt & Biermann, Leipzig 1922.
- Die Geschichte der wissenschaftlichen Instrumente vom Beginn der Renaissance bis zum Ausgang des 18. Jahrhunderts. Leipzig 1923.
- Hamburgische Instrumentenmacher des 17. und 18. Jahrhunderts. Flensburg 1923.
- Deutsches Kunstgewerbe der Barockzeit, 1: Hamburgisches Kunstgewerbe (Führer MKG). Hamburg 1924
- Deutsches Kunstgewerbe der Barockzeit, 2: Mittel- und süddeutsches Kunstgewerbe (Führer MKG). Hamburg 1925.
- Passionsbild und Passionsbünde. Wechselbeziehungen zwischen Malerei und Dichtung im ausgehenden deutschen Mittelalter. Berlin 1926–1930.
- Probleme der angewandten Kunst. Hamburg 1926.
- Hamburgische Werkkunst der Gegenwart. Hamburg 1927.

### In Königsberg

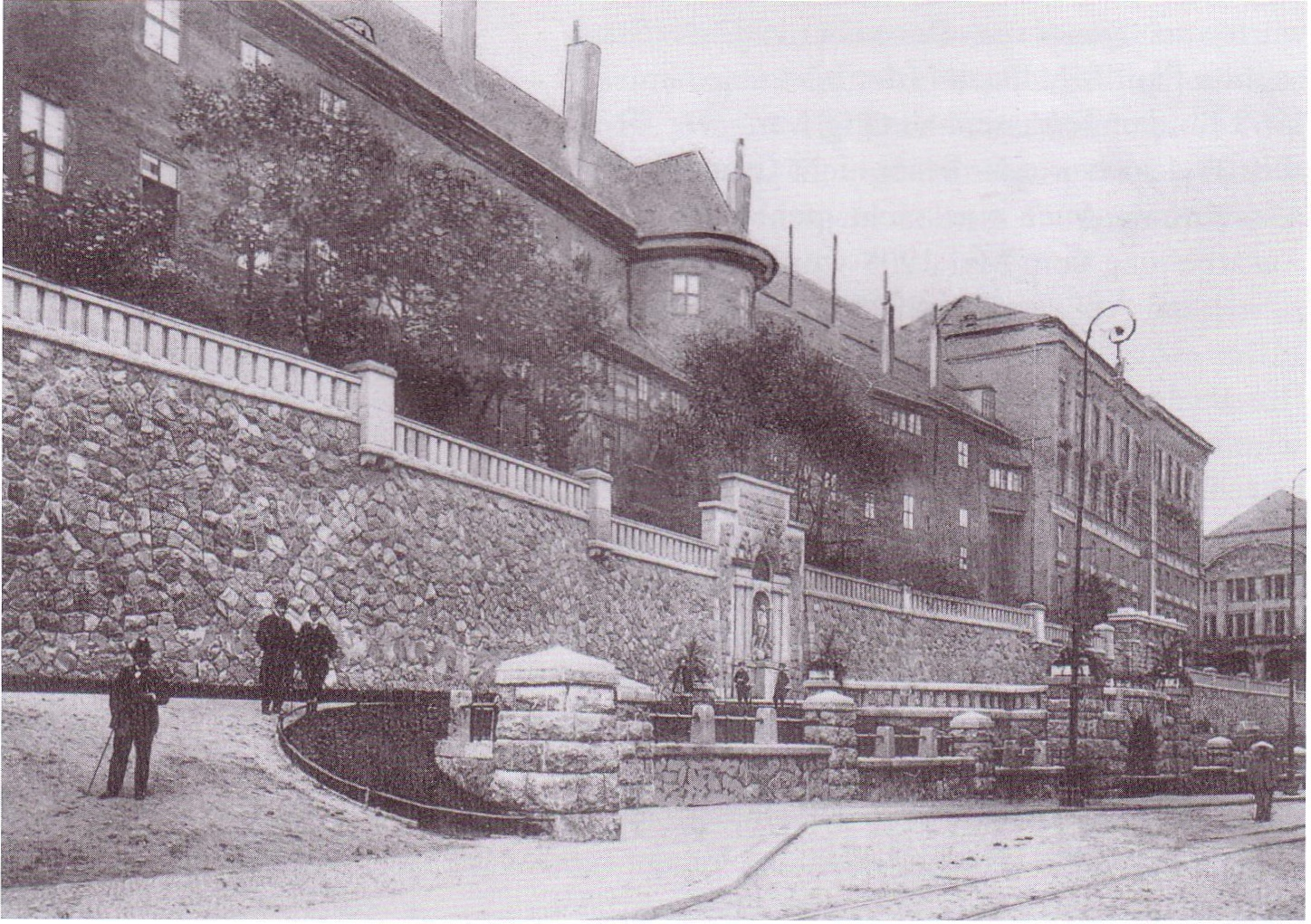
Südflügel des Königsberger Schlosses

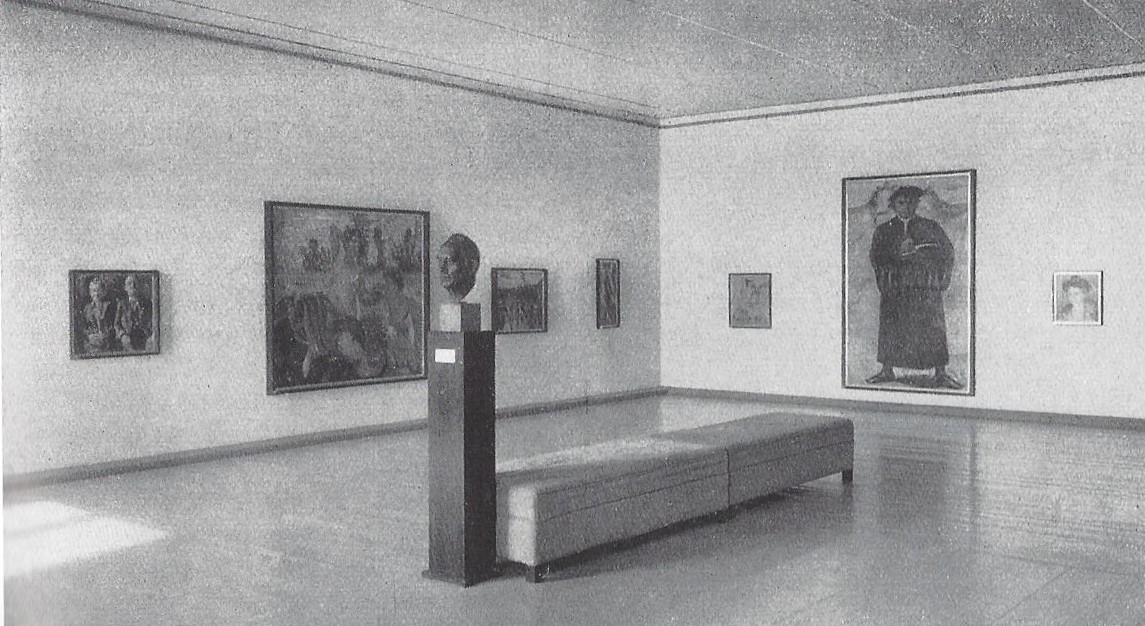
Lovis-Corinth-Gedächtnissaal im obersten Geschoss des Unfriedtbaus vom Königsberger Schloss, mit den Bildern „Ehepaar Keitel“, „Bacchus“, „Steindammer Tor“ und „Martin Luther“

- Zur Eröffnung der östlichsten deutschen Kunstsammlungen im Königsberger Schloß. Königsberg, 1928.
- Die Silberbibliothek des Herzogs Albrecht in Königsberg. Königsberg 1928
- Königsberg Pr. (mit 101 Abbildungen). Leipzig 1929
- Ostpreußens Romantiker. Königsberg 1932.
- Bernstein, ein deutscher Werkstoff. Seine künstlerische Verarbeitung vom Mittelalter bis zum 18. Jahrhundert. Berlin 1937.
- Königsberger Maler im Zeitalter des Simon Dach. Königsberg 1938
- Ostpreußische Maler der Biedermeierzeit. Königsberg 1940.
- Das Buch vom Bernstein. Königsberg 1941.
- Das Schloß in Königsberg (Pr.) und seine Sammlungen, 1933; 5. Auflage, Berlin 1942.
- Der junge Corinth. Berlin 1941.
- Das Bernsteinzimmer Friedrichs I. im Königsberger Schloss. In: Die Kunst für alle: Malerei, Plastik, Graphik, Architektur 57, 1941/42, S. 210–213.
- Das Bernsteinzimmer Friedrichs I. im Königsberger Schloss. In: Pantheon 15, 1942, S. 200–203.
- postum bearbeitet von Ulla Stöver; Essay von Fritz Gause: Goldschmiedekunst in Königsberg. Stuttgart 1959.[6]
- postum mit Ulla Stöver und Günther Grundmann: Bau- und Kunstdenkmäler des deutschen Ostens. Stuttgart 1959.

### Kataloge
- Handzeichnungen aus dem Besitz Seiner Durchlaucht Alexander Fürst zu Dohna-Schlobitten (Deutscher, Italiener, Spanier, Holländer), 1928.
- Kunstsammlungen der Stadt Königsberg. Ein Gang durch die Schausammlungen, 1928, 1931.
- Erich Heckel – Gemälde, Aquarelle, Zeichnungen, Graphik, 1928, Städtisches Museum / Kunstverein Königsberg Pr.
- 61. Kunstausstellung zur Feier des 100-jährigen Bestehens des Kunstvereins Königsberg Pr. e.V.
- Der Lesesaal der Kunstsammlungen der Stadt Königsberg Pr. Königsberg 1929.
- Künstlerische-kulturelle Abteilung, 1931.
- Gemäldekatalog, 1934.